# Чунга-Чанга
„Чунга-Чанга“ е популярна детска песен от десетминутния съветски анимационен филм „Катерок“, създаден през 1970 г., в който се разказва за приключенията на пощенския катер „Чижик“.
Веднъж малкият катер решава да се съревновава с огромен презокеански лайнер и попада в буря, която го изхвърля на остров Чунга-Чанга. Там той е посрещнат от веселите обитатели на острова — черни деца, жираф, папагал и делфин.
Музиката на песента е написана от композитора Владимир Шаински, а текстът е дело на поета и драматург Юрий Ентин. В интервю Ентин споделя, че идеята за името на острова и едноименната песен взема от рядко срещаната фамилия на режисьора Евгений Чанга, която забелязва на рекламен афиш и към която му хрумва да добави духовитото „Чунга“. Песента и филмът стават толкова популярни, че според Ентин дори съпругата на Чанга започва да го нарича „Чунга-Чанга“ вместо предишното гальовно „Женечка“. Ентин твърди, че за негово съжаление новосъздаденият прякор разваля отношенията му с Чанга, който дори го заплашва с физическо насилие.
За първи път „Чунга-Чанга“ е изпълнена от Анатолий Горохов и Аида Ведищева.
По-късно песента многократно е изпълнявана от съветски и руски музикални състави и детски формации. На нейно име са наречени различни фестивали, предавания и конкурси. От 1995 до 1997 г., самият Ентин води авторска програма по 1-ви канал на Централната телевизия, наречена „Остров Чунга-чанга“, в която взимат участие хора, работещи в жанра на детската песен.